# Saint Stephen's Green
Saint Stephen's Green (gaèlic irlandès Faiche Stiabhna) és un parc públic situat al centre de la ciutat de Dublín just en un dels extrems de Grafton Street, un dels carrers comercials més importants de la capital irlandesa amb un centre comercial que porta el seu nom. El panorama actual del parc va ser dissenyat per William Sheppard i va obrir oficialment al públic el dimarts 27 juliol de 1880.
El parc té forma rectangular i en el seu moment, els carrers que l'envolten constituïen unes de les principals artèries per les quals es canalitzava el tràfic en el centre de la ciutat, si bé, arran d'una ordenança de l'ajuntament en 2004 el tràfic en aquests carrers (St Stephen's Green North, St Stephen's Green South, St Stephen's Green East i St Stephen's Green West respectivament) es va reduir considerablement.

## Història

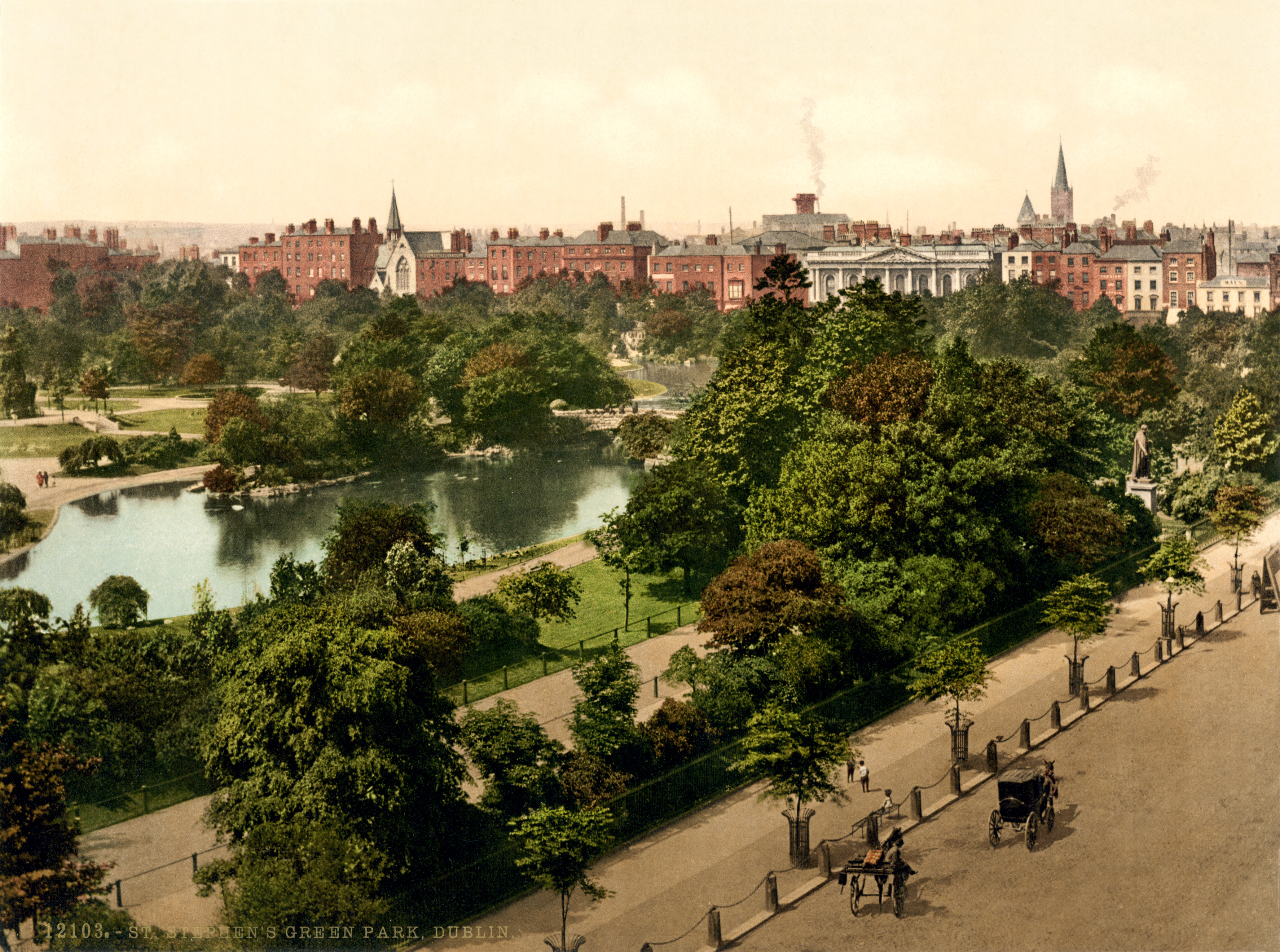
Dibuix fotocrom de finals del segle XIX

Fins a 1663 l'àrea en el qual avui s'assenta el parc estava situada als afores de la ciutat i s'utilitzava principalment perquè pasturés el bestiar. En aquest any, el govern municipal va decidir tancar el parc i vendre les terres que vorejaven el seu perímetre per a construir. El parc va ser vorejat amb un mur en 1664 i ràpidament es van començar a construir una gran quantitat d'edificis d'estil georgià al seu al voltant, la qual cosa va fer que per a finals del segle xviii, el lloc fos el lloc de residència de l'alta societat dublinesa. Avui dia, la majoria dels edificis que es poden veure propers a St Stephen's Green són una rèplica dels quals en el seu moment van existir, ja que molt pocs dels originals han sobreviscut.
En 1814, el control del parc va passar a mans d'un comissionat representatiu dels residents de la zona que prengué la decisió de substituir el mur que envoltava el perímetre per un enreixat i va restringir l'accés a l'interior d'aquest, de manera que tan sols els veïns de la zona podien accedir-ne a l'interior.

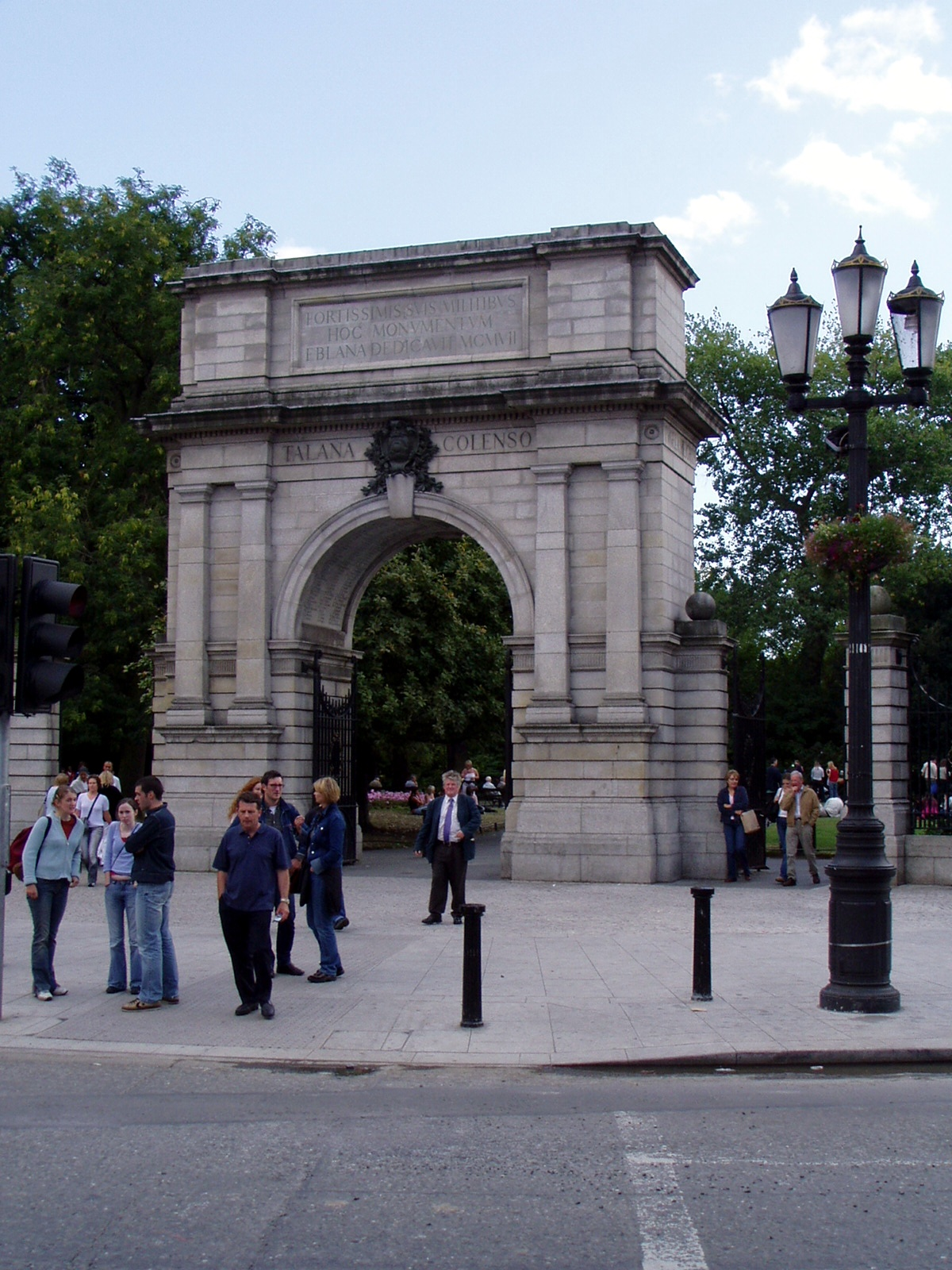
Fusiliers' Arch, erigit en 1907

Després de la mort del príncep Albert, la reina Victòria del Regne Unit suggerí que St Stephen's Green seria reanomenat Albert Green i que hi hauria al centre una estàtua del príncep Albert. El suggeriment fou rebutjada amb indignació tant per la corporació de Dublín com pels habitants de la ciutat, amb disgust de la reina.
L'accés lliure al parc no es va permetre novament fins que en 1877 el Parlament va ordenar, a iniciativa d'Arthur Guinness, que vivia a Saint Anne's Park, Raheny i al castell d'Ashford que fos reobert per poder ser gaudit per tots els habitants de la ciutat. El mateix Guiness va pagar en 1880 el redisseny del parc que des de llavors es manté sense massa canvis tal com ell ho va disposar. En agraïment a la seva labor, a l'interior del parc es va erigir una estàtua en el seu honor.
Durant l'aixecament de Pasqua de 1916, un grup d'insurgents format principalment per membres de l'Exèrcit Ciutadà Irlandès a les ordres del comandant Michael Mallin i de Constance Markiewicz va establir una posició al parc, bloquejant-ne l'accés. El seu nombre era entre 200 i 250. Van confiscar els vehicles de motor, establiren retens als carrers que envolten el parc, i van cavar posicions defensives al mateix parc. Aquest enfocament difereix del de prendre posicions als edificis, aprovada en altres llocs de la ciutat.
L'exèrcit britànic va respondre atacant les posicions rebels des de l'Hotel Shelbourne situat en l'escaira nord-est del parc el que va obligar a aquests últims a retirar-se al Real Col·legi de Cirurgians on finalment van ser sufocats. Les cròniques en el seu moment van explicar que durant el combat que va tenir lloc, va haver-hi un moment en què es va decretar un alto-el-foc perquè el guarda del parc pogués alimentar als ànecs.
El parc actualment opera sota la jurisdicció de l'Office of Public Works i pertany a l'Estat irlandès.

### Evolució del disseny del parc

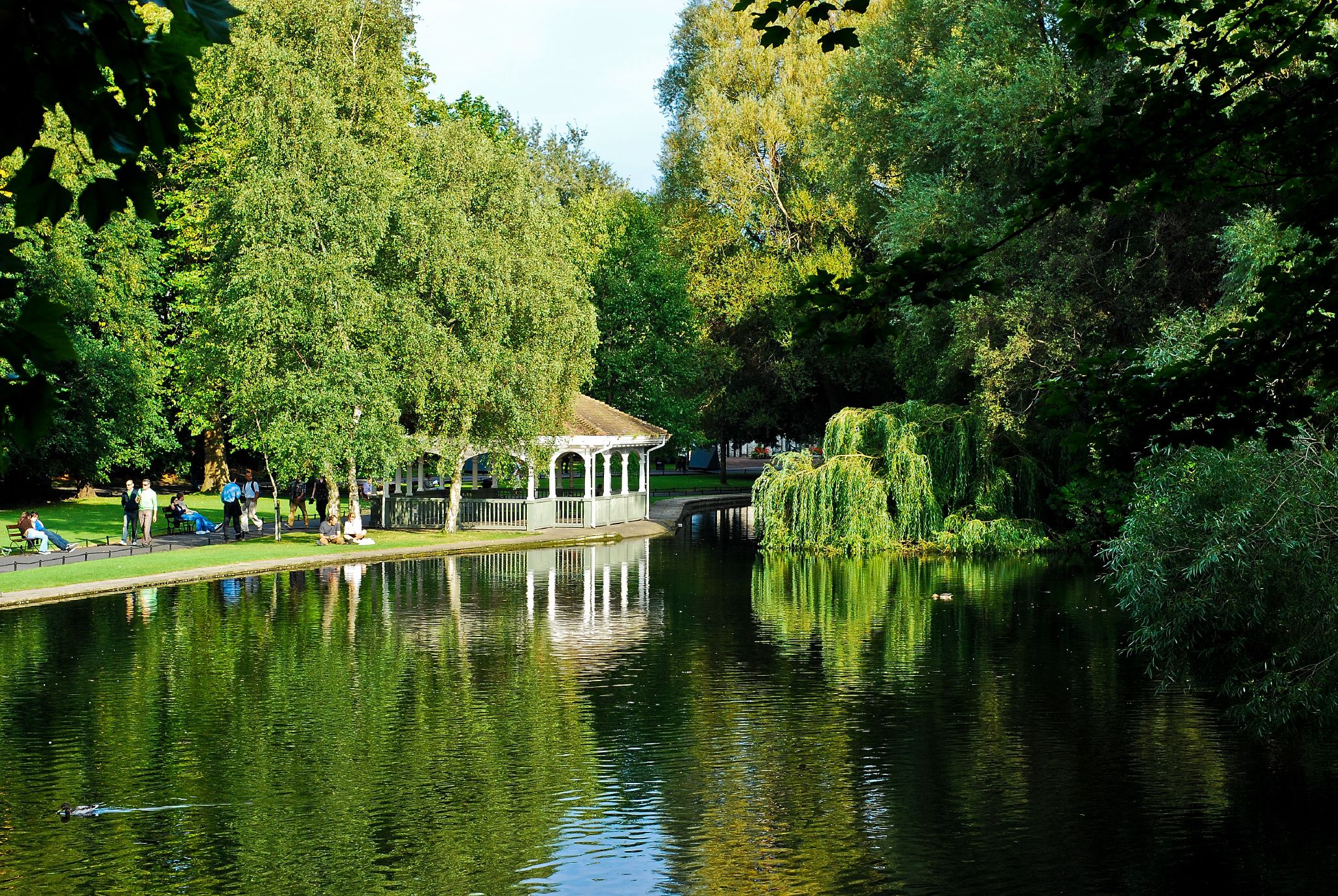
Estany dels ànecs

El paisatge del parc ha patit tres grans canvis des de la seva creació. El seu primer gran canvi es va produir en 1670: dues files de til·lers van ser plantades al voltant del perímetre, que funcionen com a primer recinte. En aquell moment, el parc era només accessible per als residents rics que posseïen parcel·les arreu del parc.
En 1815 el parc fou redissenyat per l'agrimensor municipal de Dublín Arthur Neville. En el seu redisseny, va afegir sinuosos camins i tanques de ferro. En aquest moment, el parc encara estava tancat al públic.
Durant la dècada de 1860, la campanya per fer el parc d'accés públic estava en marxa, i la enginyer de la ciutat, W.G Hermans, va proposar un nou disseny per al parc com a passejable i tan funcionalment pràctic com era possible. Això incloïa la creació de quatre portes a cada cantonada del parc que estarien vinculada per les vies existents dissenyades per Neville. Aquest pla va ser abandonat, probablement a causa del fet que Hermans va ser emprat pel Corporació de Dublín. No obstant això, molts dels dissenys de Hermans, com l'addició de les portes i vies de connexió, es van incloure en els plans finals presentats per William Sheppard, el dissenyador principal responsable del paisatge del parc tal com el coneixem avui, i enginyat per A.L. Cousins, patrocinat per Lord Ardilaun. Ardilaun també va tenir un paper important en la planificació i la importació dels arbres i plantes exòtiques que s'instal·larien al parc.

## Disseny

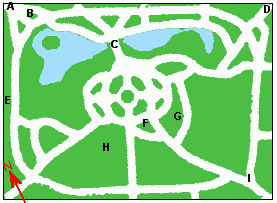
Mapa de Green amb algunes claus: (A) Fusiliers' Arch (B) O'Donovan Rossa (C) O'Connell Bridge (D) WolfeTone & Famine Memorial (E) Lord Ardilaun (F) Markievicz (G) Playground (H) Bandstand (I) 3 Fates

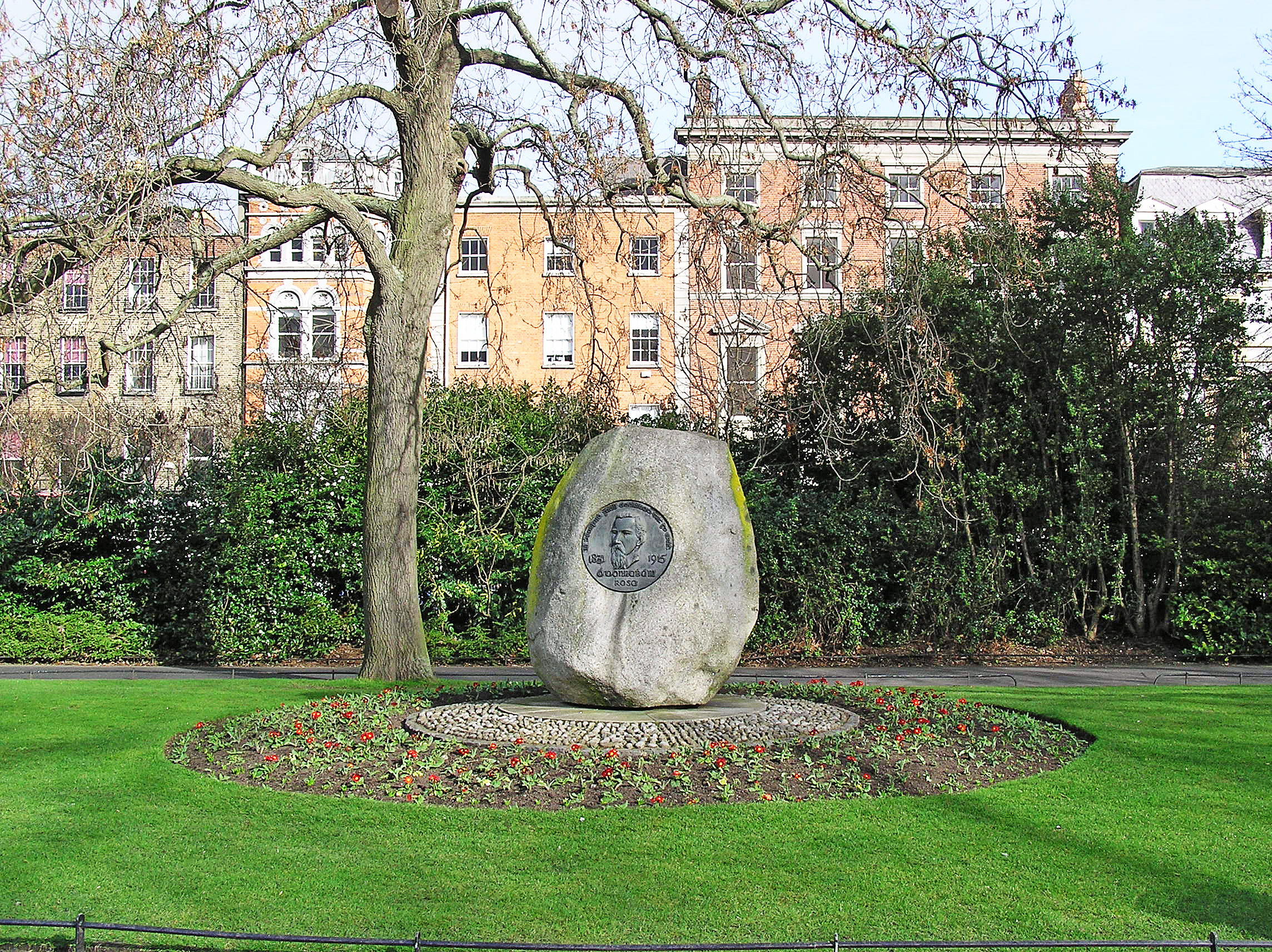
Memorial O'Donovan Rossa

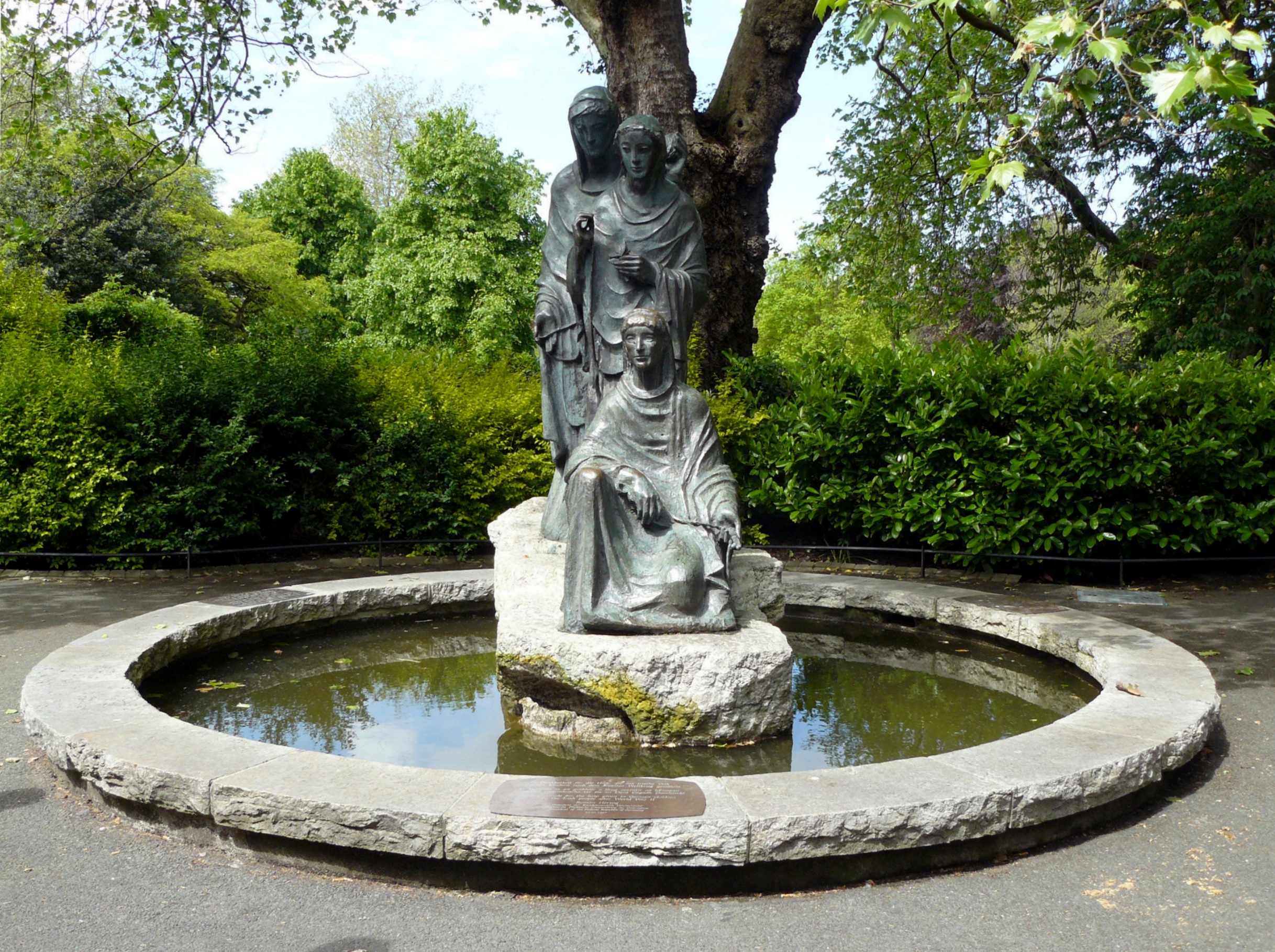
Estàtua de les les tres Nornes

St Stephen's Green és un dels béns comunals més antics de la ciutat de Dublín i el seu disseny actual es deu a les reformes que s'hi van dur a terme durant el segle xix.
Té una forma rectangular d'aproximadament 550 per 450 metres. Un dels aspectes més singulars del parc es troba a la cantonada nord-oest de la zona central, on hi ha un jardí per a cecs amb plantes aromàtiques, que poden resistir la manipulació, i estan etiquetades en braille.
Més al nord hi ha un gran llac, on hi ha ànecs i altres aus aquàtiques, el llac és alimentat per una cascada artificial, travessada pel pont O'Connell, i liderada per un gazebo ornamental. Els llacs al parc s'alimenten de la Gran Canal a Portobello.
Al costat sud del cercle principal del jardí hi ha landes obertes al voltant d'un quiosc, i, sovint freqüentat per estudiants, treballadors i compradors en els dies més assolellats de Dublín.
Altres notables característiques:
- El Fusiliers' Arch (anomenat "Traitors Gate" per John Redmond) a la cantinada de Grafton Street corner que commemora els Royal Dublin Fusiliers que moriren en la Segona Guerra Boer.
- Un grup representant les tres Nornes a la porta de Leeson Street (un regal del poble alemany en agraïment a l'ajuda irlandesa als refugiats després de la Segona Guerra Mundial)
- una estàtua de Lord Ardilaun al cantó occidental, l'home que donà el Green a la ciutat.
- Jardí memorial Yeats amb una escultura de Henry Moore
- Un bust de James Joyce davant la seva antiga universitat a Newman House
- un memorial del líder fenià Jeremiah O'Donovan Rossa vora l'entrada de Grafton Street
- una estàtua de bronze a la cantonada de Merrion Row de Theobald Wolfe Tone, líder de la rebel·lió irlandesa de 1798. Flanquejada per monòlits, li han posat el sobrenom de 'Tonehenge'.
- un memorial de la Gran Fam Irlandesa de 1845-1850 per Edward Delaney
- un bust de Constance Markiewicz al sud del jardí central
- una estàtua de Robert Emmet de peu davant seu lloc de naixement (ara demolit) al núm 124.
- un bust memorial de Thomas Kettle, caigut en la Primera Guerra Mundial. L'intent d'erigir un bust commemoratiu de Kettle fou ple de controvèrsia fins que finalment fou erigit a la secció central (sense inauguració oficial).